# Pramipexolo
Il pramipexolo è un composto appartenente alla classe degli agonisti non ergolinici dei recettori della dopamina. Come farmaco viene utilizzato nel trattamento della malattia di Parkinson, da solo (solitamente in pazienti giovani) o associato alla levodopa. Viene anche impiegato nel trattamento della sindrome delle gambe senza riposo (RLS) e della depressione. In Italia il farmaco è venduto dalla società farmaceutica Boehringer Ingelheim con il nome commerciale di Mirapexin nella forma farmaceutica di compresse di dosaggio compreso tra 0,125 mg e 1,5 mg.

## Farmacodinamica
Il pramipexolo è un agonista completo/parziale di tutti i recettori dopaminergici, escluso il recettore D1 e mostrando un legame preferenziale per il recettore D3.
- D2S (Ki = 3.9 nM; IA = 130%)
- D2L (Ki = 2.2 nM; IA = 70%)
- D3 (Ki = 0.5 nM; IA = 70%)
- D4 (Ki = 5.1 nM; IA = 42%)

Possiede inoltre una bassa affinità per alcuni recettori serotoninergici quali 5-HT1A, 5-HT1B, 5-HT1D e per il recettore adrenergico α2.
In questo senso, il pramipexolo esplica la sua azione clinica legando i recettori presenti nel nucleo striato per la dopamina, neurotrasmettitore depleto nella malattia di Parkinson a causa della degenerazione della sostanza nera di Sömmering.
Il pramipexolo sembra inoltre possedere effetti neuroprotettivi ed agire a livello mitocondriale che possono contribuire agli effetti terapeutici.

### Ruolo nella Malattia di Parkinson
La malattia di Parkinson è una malattia neurodegenerativa che colpisce la sostantia nigra, un componente dei gangli della base. La sostantia nigra ha un'alta quantità di neuroni dopaminergici, che sono cellule nervose che rilasciano il neurotrasmettitore noto come dopamina. Quando la dopamina viene rilasciata, può attivare i recettori della dopamina nello striato, che è un altro componente dei gangli della base. Quando i neuroni della sostantia nigra si deteriorano nella malattia di Parkinson, lo striato non riceve più correttamente i segnali della dopamina. Di conseguenza, i gangli della base non possono più regolare efficacemente il movimento del corpo e la funzione motoria diventa compromessa. Agendo come agonista dei recettori dopaminergici D2, D3 e D4, il pramipexolo può stimolare direttamente i recettori dopaminergici non funzionanti nello striato, ripristinando in tal modo i segnali della dopamina necessari per il corretto funzionamento dei gangli basali.

## Farmacocinetica
Dopo somministrazione per via orale pramipexolo viene assorbito in modo quasi completo dal tratto gastrointestinale. La biodisponibilità è superiore al 90%. La concentrazione plasmatica massima (Cmax) viene raggiunta nel giro di tre ore (Tmax).

La contemporanea assunzione di cibo riduce la velocità d'assorbimento. Il legame con le proteine plasmatiche è basso ed inferiore al 20%. In alcuni studi su animali (ratto) le concentrazioni nei tessuti cerebrali sono molto superiori (circa 8 volte) rispetto al plasma.

L'emivita del farmaco varia da 8 ore negli adulti giovani a 12 ore nell'anziano. Pramipexolo nell'organismo umano è metabolizzato in piccola parte. L'eliminazione avviene principalmente (90% circa) per via renale, in forma immodificata, mentre solo una minima quantità (il 2% circa) è eliminato attraverso le feci.

## Usi clinici
Pramipexolo è indicato negli stadi iniziali della malattia di Parkinson da solo o in associazione con la levodopa. L'impiego di questo farmaco da solo permette di ritardare l'impiego della levodopa. Può essere utilizzato anche in fase più avanzata, nel corso naturale della malattia, quando l'effetto della levodopa tende a svanire o diventa discontinuo ed insorgono fluttuazioni dell'effetto terapeutico (le cosiddette fluttuazioni di fine dose o wearing-off, vale a dire la ricomparsa dei sintomi parkinsoniani a seguito dell'accorciamento della durata della risposta alla levodopa).

Pramipexolo è inoltre indicato nel trattamento della sindrome delle gambe senza riposo, da moderata a grave, ed in alcune forme depressive anche nell'ambito della malattia di Parkinson, tra cui la depressione bipolare specialmente quando altri trattamenti hanno fallito nel migliorare i sintomi della malattia.

L'utilizzo come antidepressivo è recente e sviluppato in due direzioni: associato ad altri antidepressivi si rivolge a forme persistenti nelle quali svolge un ruolo di potenziamento; da solo risulta utile in forme caratterizzate da affaticabilità, mancanza di energia, diminuzione della capacità di pensare o concentrarsi, difficoltà a prendere decisioni, anedonia. Può rappresentare una alternativa efficace per i pazienti che non hanno risposto ad altri trattamenti di prima linea, come gli SSRI, ma dosi elevate del composto possono essere necessarie. È stato inoltre dimostrata l'efficacia del pramipexolo dei pazienti affetti da fibromialgia.
Il pramipexolo può essere inoltre usato nella terapia a lungo termine della cefalea a grappolo o per limitare gli effetti avversi sulla funzione sessuale degli SSRI e di altri antidepressivi di nuova generazione.

## Effetti collaterali ed indesiderati
I principali effetti avversi comprendono:
- Cefalea[21]
- Iperalgesia
- Nausea e talora vomito
- Sedazione e sonnolenza
- Diminuzione dell'appetito e perdita di peso
- Costipazione
- Ipotensione ortostatica e sensazione di instabilità
- Edema periferico[22]
- Insonnia
- Stato confusionale
- Disturbi psichiatrici ed allucinazioni[23][24]
- Movimenti coreiformi
- Stanchezza e sensazione di spossatezza
- Ipersessualità[25][26]
- Sindrome da gioco d'azzardo compulsivo[27][28][29][30]

## Controindicazioni
Il farmaco è controindicato nei soggetti con ipersensibilità nota al principio attivo oppure ad uno qualsiasi degli eccipienti utilizzati nella formulazione farmacologica.

## Dosi terapeutiche
Nei soggetti affetti da malattia di Parkinson il dosaggio giornaliero consigliato è pari a 0,375 mg di farmaco (come sale) somministrato per 3 volte al giorno. Questo dosaggio viene successivamente incrementato ogni 7 giorni fino a raggiungere un adeguato controllo della sintomatologia. Non si deve comunque oltrepassare il dosaggio massimo consigliato di 4,5 mg al giorno.

## Ricerca
Il pramipexolo è stato valutato per il trattamento della disfunzione sessuale sperimentata da alcuni utilizzatori di antidepressivi selettivi dell'inibitore del reuptake della serotonina (SSRI). Diversi studi clinici controllati vs placebo hanno dimostrato l'efficacia di pramipexolo nel disturbo bipolare. Viene anche studiato per il trattamento della depressione clinica e della fibromialgia.